# 曼迪德埃普
曼迪德埃普（Mandideep），是印度中央邦Raisen县的一个城镇。总人口39898（2001年）。

## 人口
该地2001年总人口39898人，其中男性22484人，女性17414人；0—6岁人口7078人，其中男3755人，女3323人；识字率65.42%，其中男性为72.95%，女性为55.69%。